# Lluita als Jocs Olímpics d'estiu de 1988
Als Jocs Olímpics d'Estiu de 1988 celebrats a la ciutat de Seül (Corea del Sud) es disputaren 20 proves de lluita, totes elles en categoria masculina. Es realitzaren deu proves en lluita lliure i deu proves més en lluita grecoromana entre els dies 18 de setembre i l'1 d'octubre de 1988 al Gimnàs Sangmu de Seongnam.

## Comitès participants
Hi participaren un total de 429 lluitadors de 69 comitès nacionals diferents:
| - Afganistan (5) - Argentina (2) - Austràlia (3) - Àustria (5) - Bèlgica (1) - Brasil (2) - Bulgària (20) - Camerun (4) - Canadà (11) - Colòmbia (4) - Corea del Sud (19) - Egipte (5) - Espanya (9) - Estats Units (20) - Filipines (2) - Finlàndia(12) - França (9) |  | - Gàmbia (3) - Grècia (5) - Guam (1) - Guatemala (1) - Guinea(2) - Hongria (18) - Iemen del Nord (3) - Índia (7) - Indonèsia (2) - Iran (15) - Iraq (5) - Irlanda (1) - Israel (2) - Itàlia (4) - Iugoslàvia (10) - Japó (20) - Jordània (2) - Kenya (4) |  | - Líban (1) - Malta (2) - Marroc (5) - Maurici (1) - Mauritània (4) - Mèxic (4) - Mongòlia (9) - Nova Zelanda (2) - Nigèria (6) - Noruega (5) - Pakistan (3) - Panamà (2) - Perú (1) - Polònia (18) - Portugal (1) - Puerto Rico (2) |  | - Regne Unit (7) - RDA (8) - RFA (17) - Romania (4) - El Salvador (1) - Samoa (2) - Samoa Americana (1) - Senegal (4) - Síria (8) - Suècia (10) - Suïssa (4) - Tunísia (3) - Turquia (13) - Txecoslovàquia (9) - Vietnam (1) - Unió Soviètica (20) - R.P. de la Xina (11) - Xina-Taipei (4) |

## Resum de medalles

### Lluita grecoromana
| Prova    | Or                  | Argent             | Bronze             |
| – 48 kg  | Vincenzo Maenza     | Andrzej Głąb       | Bratan Tzenov      |
| – 52 kg  | Jon Rønningen       | Atsuji Miyahara    | Lee Jae-Suk        |
| – 57 kg  | András Sike         | Stoyan Balov       | Haralambos Holidis |
| – 62 kg  | Kamandar Madzhidov  | Zhivko Vangelov    | An Dae-Hyun        |
| – 68 kg  | Levon Julfalakyan   | Kim Sung-Moon      | Tapio Sipilä       |
| – 74 kg  | Kim Young-Nam       | Daulet Turlykhanov | Józef Tracz        |
| – 82 kg  | Mikhail Mamiashvili | Tibor Komáromi     | Kim Sang-Kyu       |
| – 90 kg  | Atanas Komchev      | Harri Koskela      | Vladimir Popov     |
| – 100 kg | Andrzej Wroński     | Gerhard Himmel     | Dennis Koslowski   |
| – 130 kg | Alexander Karelin   | Rangel Gerovski    | Tomas Johansson    |

### Lluita lliure
| Prova    | Or                   | Argent             | Bronze             |
| – 48 kg  | Takashi Kobayashi    | Ivan Tzonov        | Sergei Karamchakov |
| – 52 kg  | Mitsuru Sato         | Šaban Trstena      | Vladimir Toguzov   |
| – 57 kg  | Sergei Beloglazov    | Askari Mohammadian | Noh Kyung-Sun      |
| – 62 kg  | John Smith           | Stepan Sarkisyan   | Simeon Shterev     |
| – 68 kg  | Arsen Fadzayev       | Park Jang-Soon     | Nate Carr          |
| – 74 kg  | Kenny Monday         | Adlan Varayev      | Rahmat Sukra       |
| – 82 kg  | Han Myung-Woo        | Necmi Gençalp      | Jozef Lohyňa       |
| – 90 kg  | Makharbek Khadartsev | Akira Ota          | Kim Tae-Woo        |
| – 100 kg | Vasile Puşcaşu       | Leri Khabelov      | William Scherr     |
| – 130 kg | David Gobezhishvili  | Bruce Baumgartner  | Andreas Schröder   |

## Medaller
| Posició | País           | Or | Argent | Bronze | Total |
| 1       | Unió Soviètica | 8  | 4      | 3      | 15    |
| 2       | Corea del Sud  | 2  | 2      | 5      | 9     |
| 3       | Japó           | 2  | 2      | 0      | 4     |
| 4       | Estats Units   | 2  | 1      | 3      | 6     |
| 5       | Bulgària       | 1  | 4      | 3      | 8     |
| 6       | Polònia        | 1  | 1      | 1      | 3     |
| 7       | Hongria        | 1  | 1      | 0      | 2     |
| 8       | Itàlia         | 1  | 0      | 0      | 1     |
| 8       | Noruega        | 1  | 0      | 0      | 1     |
| 8       | Romania        | 1  | 0      | 0      | 1     |
| 11      | Finlàndia      | 0  | 1      | 1      | 2     |
| 12      | Iran           | 0  | 1      | 0      | 1     |
| 12      | Iugoslàvia     | 0  | 1      | 0      | 1     |
| 12      | RFA            | 0  | 1      | 0      | 1     |
| 12      | Turquia        | 0  | 1      | 0      | 1     |
| 16      | Grècia         | 0  | 0      | 1      | 1     |
| 16      | RDA            | 0  | 0      | 1      | 1     |
| 16      | Suècia         | 0  | 0      | 1      | 1     |
| 16      | Txecoslovàquia | 0  | 0      | 1      | 1     |